# Женская сборная Нидерландов по флорболу
Женская национальная сборная Нидерландов по флорболу — представляет Нидерланды на международных соревнованиях по флорболу. Управляющей организацией является Ассоциация флорбола Нидерландов (англ. Netherlands Floorball Association).

## Результаты выступлений

### Чемпионаты мира
| Год        | Победы         | Ничьи          | Поражения      | Место          |
| ---------- | -------------- | -------------- | -------------- | -------------- |
| 1997—2003  | не участвовали | не участвовали | не участвовали | не участвовали |
| 2005       | 1              | 0              | 3              | 15             |
| 2007       | 3              | 0              | 3              | 14             |
| 2009       | 2              | 0              | 3              | 16             |
| 2011       | 2              | 0              | 3              | 13             |
| 2013       | не участвовали | не участвовали | не участвовали | не участвовали |
| 2015       | 1              | 0              | 4              | 14             |
| 2017—н. в. | не участвовали | не участвовали | не участвовали | не участвовали |